# 雷述
雷述（15世紀—16世紀），字德紹，江西南昌府豐城縣東城人，明朝政治人物。

## 生平
雷述為諸生時曾得黃仲昭旌獎，是弘治八年（1495年）乙卯科江西鄉試舉人，謁選本獲第一，但因當中策語忤逆劉瑾而僅授保定通判，到任後遇上地方發生饑荒，他畫下流民圖力請朝廷發粟賑災，亦有效抵抗猖獗的流寇劉六、劉七，不久因母親去世回鄉，廬墓時經常有鳥兒群飛，人們認為是他的孝順感動上天。後來寧王朱宸濠叛亂，他和知縣顧佖合謀保障地方，並約定吉安諸士紳舉義，逝世後入祀鄉賢祠，並以兒子雷賀顯貴追贈南京吏科給事中。

## 家族
祖父雷轟岳；父雷春省。妻余氏；繼妻劉氏。

## 引用
1. 1 2  同治《豐城縣志·卷十三·人物志三》：雷述，字德紹，東城人，以孝友聞，為諸生時黃仲昭首旌為多士勵，領宏治鄉薦，謁選第一，以策語忤閹瑾補保定同知【通判】，歲祲道殣相望，述繪流民圖力請當道發粟賑之，賊劉六、劉七者勢猖獗，備禦有方，屢挫其鋒，人方之海沂別駕，母卒徒跣護喪歸葬，廬墓常有群鳥飛集，皆以為孝感所致，逆濠之變與知縣顧佖謀保障，且約吉安諸紳舉義，卒祀鄉賢，以子賀貴贈南京吏科給事中。
2. ↑  同治《豐城縣志·卷八·選舉》：宏治八年乙卯鄉試 解元彭應奎 雷述 邑郛人，通判，有傳
3. ↑  龚延明主编. . 宁波: 宁波出版社. 2016. ISBN 978-7-5526-2320-8. 《天一閣藏明代科舉錄選刊.登科錄》之《嘉靖二十年辛丑科進士登科錄》